# Atrichopleura mameluca
Atrichopleura mameluca är en tvåvingeart som beskrevs av Smith 1962. Atrichopleura mameluca ingår i släktet Atrichopleura och familjen dansflugor. Inga underarter finns listade i Catalogue of Life.